# جواد الشبيبي
جواد بن محمد بن شبيب الشَبيبي الجزائري يعرف أيضا بـالشبيبي الكبير (1867 - 1943) شاعر عراقي. ولد في بغداد وتوفي والده وهو لم يتجاوز الأسبوع من عمره، فرحلت به أمه إلى الشطرة، وتربى على جده لأمه صادق أطميش فأخذ عنه الشعر والأدب والعلوم الدينية. تنقل بين بغداد والنجف وبقي في بغداد حيث توفي هناك ودفن في النجف. له ديوان شعر واللؤلؤ المنثور على صدور الدهور.

## سيرته
هو جواد (أو محمد جواد) بن محمد بن شبيب بن إبراهيم بن صقر النجفي المعروف بجواد الشبيبي. ولد ببغداد سنة 1281 هـ/ 1867 م. توفي أبوه وهو في مهده، فنشأ في بيت جده لأمه صادق إطيمش وهو شاعر وكان يقيم آنذاك في مدينة الشطرة من محافظة ذي قار، شجعه على نظم الشعر فتعهده بالرعاية والتربية والتعليم، وبعد موت الجد في 1878 والوباء 1879-80 انتقل من الشطرة إلى النجف مع والدته فبغداد، ثم عاد إلى النجف لتحصيل العلم الدينية فدرس الفقه والأصول، من شيوخ مهدي صالح الحكيم (والد محسن الحكيم)، وعبد الكريم الاعرجي، وأحمد المشهدي. 

برزت ميوله الأدبية فاتصل بأعلام الشعر والأدب في النجف، منهم محمد سعيد الحبوبي ومحسن الخضري وجعفر الشرقي، وأتقن الفارسية.

## شعره
مارس جواد الشبيبي مختلف أغراض الشعر، واهتم بقضايا الوطن والنهضة العربية.أكثر شعره مطارحات وإخوانيات ومداعبات، ثم تأتي الأغراض والفنون الأخرى: المدح والتهنئة والرثاء، وقد امتدت حياته بين عصور العثمانية والانتداب والملكية وغلب على شعره الوطنية، كما كان شعره الاجتماعي مشاركة إيجابية في تنمية الوعي العام.

## مؤلفاته
- اللؤلؤ المنثور على صدور الدهور وهو مجموع نثره: رسائل ديوانية وإخوانية وفي الشؤون العامة، ومقامات، بالإضافة إلى دراسات ومختارات مخطوطة.
- ديوان شعر
- حياة الشيخ خزعل خان

## وفاته
توفي ببغداد سنة 1363 هـ/ 1943 م عن عمرٍ ناهز الثمانين عاما، وهو والد كل من محمد رضا ومحمد باقر ومحمد حسين ومحمد علي الشبيبي. 

نقل جثمانه إلى النجف فدفن هناك بتشييع كبير وبعد الصلاة الجنازة، دفن بمقبرته الخاصة.

## وصلات خارجية
- بوابة الشعراء : ديوان الشاعر جواد الشبيبي